# Commins Menapi
Commins Menapi (18 de setembro de 1977 - Honiara, 18 de novembro de 2017) foi um futebolista das Ilhas Salomão que jogava como atacante.
Teve destaque ao atuar pelo Waitakere United da Nova Zelândia, além de ser o a seleção de seu país, pela qual é o maior artilheiro da história do selecionado, com 34 gols em 37 jogos disputados entre 2000 e 2014.
Além do Waitakere, Menapi defendeu ainda Marist, Nelson Suburbs, Sydney United, JP Su'uria, YoungHeart Manawatu e Bundaberg Spirit, encerrando a carreira aos 37 anos.
Virou treinador em 2014, comandando o Western United, permanecendo por três temporadas.
Morreu em Honiara, capital das Ilhas Salomão, dois meses depois de completar quarenta anos, em decorrência de morte súbita, nas primeiras horas do dia, de causa não divulgada.